# Sciara luteolamellata
Sciara luteolamellata är en tvåvingeart som beskrevs av Edwards 1928. Sciara luteolamellata ingår i släktet Sciara och familjen sorgmyggor. Inga underarter finns listade i Catalogue of Life.